# Iglesia de Santa Marina de Oxirondo
La iglesia de Santa Marina de Oxirondo es un edificio del municipio español de Vergara, en la provincia de Guipúzcoa.

## Descripción
Ubicada en la margen izquierda del río Deva, consta de tres naves. Los inicios de la construcción del edificio se remontan a mediados del siglo XVI. La iglesia aparece descrita en el decimoquinto volumen del Diccionario geográfico-estadístico-histórico de España y sus posesiones de Ultramar de Pascual Madoz, en la entrada correspondiente a Vergara, de la siguiente manera:

Otra parr. hay en Vergara, y es la de Sta. Marina de Oxirondo, edificada sobre la orilla izq. del Deva con diseños de Andres de Leturiondo, quien dió principio á su construcción en 1542, empezando por la capilla mayor. Continuó la obra bastantes años, bajo la direccion de Pedro de Estiburu, á quien sucedió Pascual de Iturriza, y por último la concluyó Juan de Amasajabel en el año de 1584; habiendo delineado las naves en 1555 Pedro de Soraiz. Hizo el coro el arquitecto D. Alejo de Miranda, quien le comenzó por los años de 1787: suspendiéronse los trabajos durante la guerra de la república, y terminada esta, se finalizó dicha obra; para lo cual fue preciso tomar á censo 150,000 rs. por haberse agotado en ella los caudales que tenia la parr. Esta ocupa el mismo sitio que el ant. templo, dedicado como el actual á Sta. Marina mártir. Acaeció el triunfo de esta santa en Galicia en el año 265 de la era española (227 de Jesucristo, VI del imperio de Alejandro Severo). Consta la igl. que describimos de 3 claras y espaciosas naves, cuyas bóvedas en aristas sientan sobre 4 gallardas columnas dóricas, que agradan á los inteligentes. No asi los retablos, y en particular el mayor; pues este inmenso y disparatado altar no cede á los mas notables de su clase. Hay en él varias estatuas bien ejecutadas por D. Luis Salvador y Carmona. En la escalera del coro subsiste un cuadro que representa la imagen del Sto. Cristo de Burgos, pintado por Mateo Cerezo. La obra nueva del coro, aunque es diferente su arquitectura de la del templo, hace buen efecto, por que en ella se notan solidez y buen gusto. Los tres claros del primer cuerpo forman arcos rectos y de medio punto los del segundo, en el que hay uno mayor en el medio, y dos un poco menores á los lados. La portada que mira al Poniente es muy sencilla.
(Madoz, 1849, p. 675)

Forma parte, como elemento con protección especial, del Casco Histórico de Vergara, un bien cultural con la categoría de conjunto monumental.